# Cantón de Bayona-2
El cantón de Bayona-2 (en francés, canton de Bayonne-2) es una circunscripción electoral francesa del departamento de Pirineos Atlánticos.
Fue creado por Decreto n.º 2014-148, artículo 6º, del 25 de febrero de 2014, que entró en vigor el 22 de marzo de 2015, con las primeras elecciones departamentales posteriores a la publicación de dicho decreto. Los concejales departamentales son, a partir de estas elecciones, elegidos por mayoría binomial mixta.
Con la aplicación de dicho decreto, los cantones de Pirineos Atlánticos pasaron de 52 a 27.
La oficina centralizadora (bureau centralisateur) está en Bayona.

## Estatus legal
Un cantón en Francia es una circunscripción electoral definida exclusivamente a los efectos de la elección de los concejales departamentales.
Por tanto, el cantón en Francia no es una persona jurídica. No tiene presupuesto, ni competencias, ni empleados, ni administrador, a diferencia de las comunidades de comunas u otras administraciones locales. Solo existe en el contexto de las elecciones departamentales.
En consecuencia, el “cantón” en el sentido popular (“los habitantes del cantón”) es hoy una denominación desprovista de todo fundamento.

## Demarcación territorial
El cantón de Bayona-2 abarca la comuna de Boucau (que anteriormente pertenecía al desaparecido cantón de Bayona-Norte) y una fracción de la comuna de Bayona.